# Carcinoma mucoepidermoide
En medicina, el carcinoma mucoepidermoide es un tumor maligno poco frecuente, aunque la forma más común de cáncer de una glándula salival. Presenta un contenido epidermoide, mucoso e intermedio de células anaplásicas PAs + hacia una luz quística, la presencia de mayor tejido epidermoide es de mal pronóstico y lo contrario cuando es mayor el mucoso. Afecta predominantemente a adultos entre la cuarta y sexta década de vida, aunque puede también verse en niños. El tumor puede encontrarse en otros órganos, habiendo sido reportado en la glándula lacrimal, en la glándula tiroides, parotida, glándulas palatinas, cavidad nasal, nasofaringe, cuerdas vocales, laringe, tráquea y bronquios.

## Diagnóstico diferencial
El diagnóstico correcto debe ser realizado descartando otras entidades, como quistes, tejido linfoide hiperplásico, fibroma, lipomas y linfomas.

## Pronóstico
Se ha comprobado una tasa de supervivencia general del 91.9% y 89.5% al cabo de 5 y 10 años respectivamente. La tasa baja hasta cerca del 50% en pacientes con estadios III y IV de la enfermedad.